# Jacques Frantz
Jacques Frantz (Dijon, 4 de abril de 1947-17 de marzo de 2021) fue un actor francés.

## Carrera artística
Hablaba tres idiomas: inglés, francés, y alemán. Fue la voz francesa de Robert De Niro y Mel Gibson entre otros actores.

## Filmografía
- Arthur e il popolo dei Minimei (2006)
- Il truffacuori - Professionista in separazioni (2010)